# Johan Anton Elnberger
Johan Anton Elnberger (Elnberg, Ellenberg, Ellenberger, Elmberger), född 1637 i Hessen-Kassel, avrättad den 20 november 1695  utanför Gent, var en tyskfödd generalmajor i huvudsakligen dansk tjänst.
Efter att ha inlett sin militära bana i den braunschweig-lüneburgska hären övergick han 1677 till den danska armén där han befordrades till överstelöjtnant och förbandschef. Under Skånska kriget deltog han i slaget vid Landskrona och belägringen av Bohus fästning. Efter fredsslutet utsågs han till kommendant i Wismar (1679), Nyborg (1681) och Rendsburg (1682).
Året därpå utnämndes han till regementschef för Prins Christians Regiment. När Danmark 1689 sände stödtrupper på den Stora Alliansens sida i pfalziska tronföljdskriget utsågs Elnberger till brigadgeneral och ledde en av regementets bataljoner i strider i Irland och senare i Flandern.
I januari 1693 befordrades han till generalmajor. Året därpå utnämndes han till kommendant i Diksmuide. I slutet av juli 1695 belägrades fästningen i Diksmuide av en numerärt överlägsen fransk styrka. På belägringens tredje dag sammankallade Elnberger sina närmast underlydande befälhavare i fästningen och föreslog kapitulation. Åtta av dem gick med på att kapitulera; endast den skotske officeren Robert Duncanson vägrade skriva under kapitulationen. Franska trupper tog över fästningen och Elnberger samt hela garnisonen togs till fånga. Krigsfångarna frigavs i september samma år.
Elnberger ställdes inför krigsrätt och dömdes till döden genom halshuggning. Efter att kung Vilhelm III av England stadfäst dödsdomen verkställdes den utanför Gent den 20 november 1695.